# Jaulín
Jaulín és un municipi de la província de Saragossa situat a la comarca de Saragossa. El 2023 tenia 291 habitants.